# ادی گرین (بازیکن فوتبال)
ادی گرین (انگلیسی: Eddie Green; ۱ ژانویهٔ ۱۹۱۲ – ۱ ژانویهٔ ۱۹۴۹) بازیکن فوتبال اهل بریتانیا بود.
از باشگاه‌هایی که در آن بازی کرده‌است می‌توان به باشگاه فوتبال منچستر یونایتد، باشگاه فوتبال استوک‌پورت کانتی، باشگاه فوتبال چلتنهام تاون، و باشگاه فوتبال ای‌اف‌سی بورنموث اشاره کرد.